# Lichtgrenze

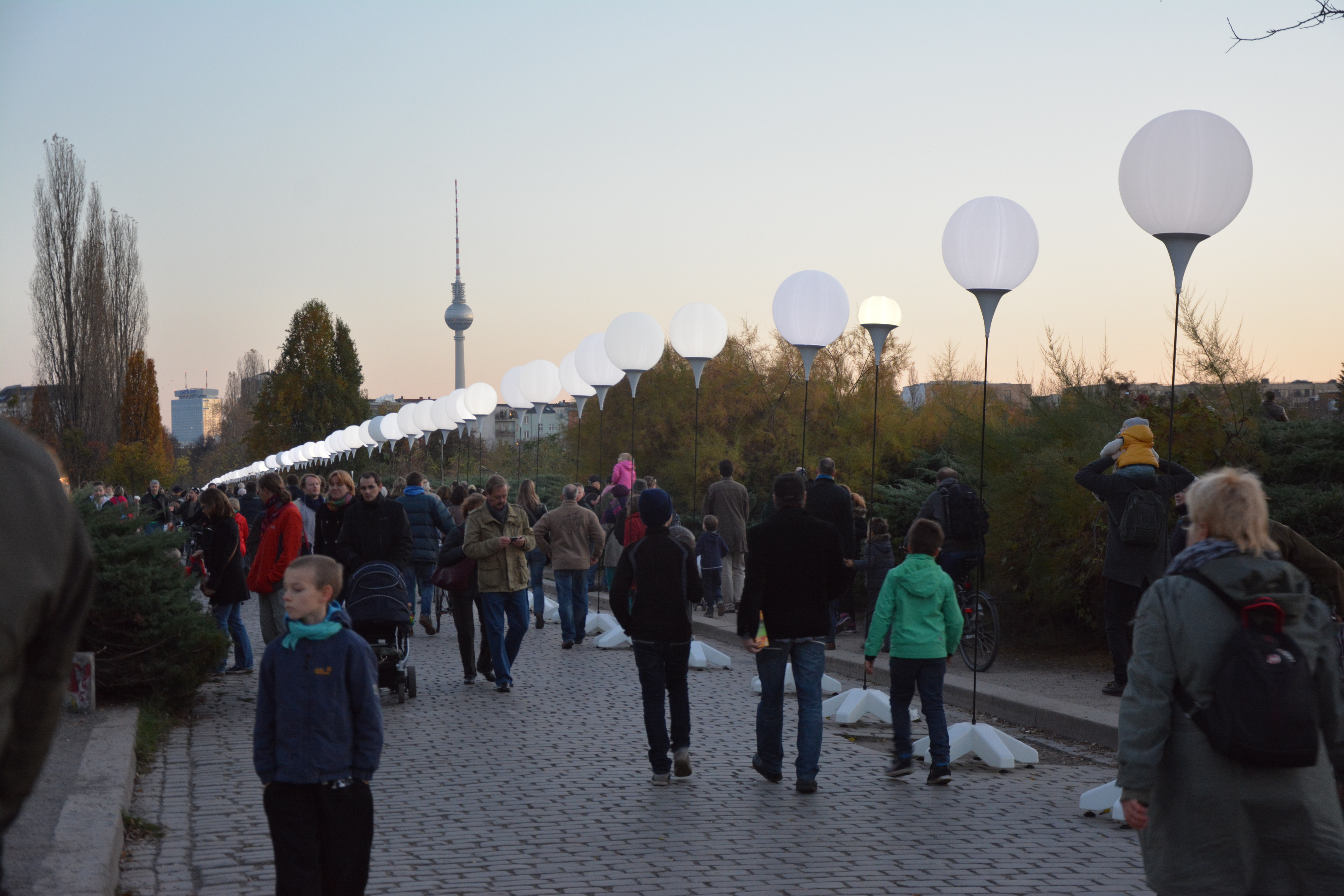
L'installation Lichtgrenze

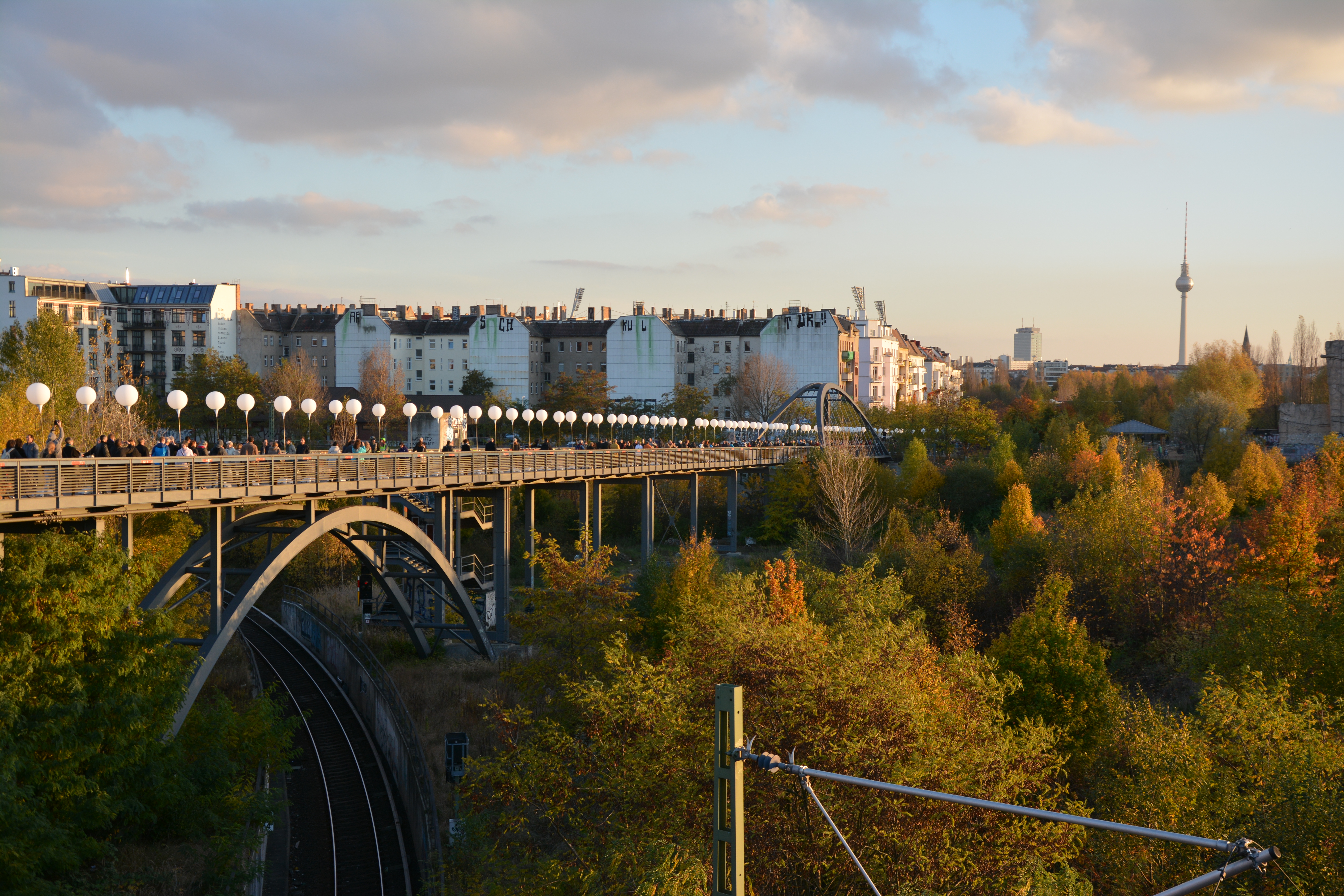
Les ballons sur un pont

Lichtgrenze (en français : « Frontière de lumières »), est une installation temporaire à Berlin en Allemagne, mise en place en novembre 2014 pour la commémoration de la chute du mur de Berlin,, qui a eu lieu le 9 novembre 1989. L'idée a été introduite par les frères Christopher et Marc Bauder (de),.

## L'installation
Du 7 au 9 novembre 2014, entre 6 880 et 8 000 ballons,, blancs de caoutchouc naturel d'une hauteur de 2,50 m et de 60 cm de diamètre marquent une partie du tracé qu'occupait à l'époque le mur. Les pieds de ballons sont constitués de plastique, chacun étant rempli de 20 litres d'eau. L'installation avait une longueur totale de 15,3 km,,, ; elle traversait Berlin de la Bornholmer Straße jusqu'à l'Oberbaumbrücke. À sept endroits différents, des extraits du film historique Mauerstücke étaient projetés sur des écrans,.

## Déroulement
Les supports pour ballons étaient installés depuis le 7 novembre,. L'ouverture solennelle a été effectuée sur le Marschallbrücke (de) par le bourgmestre-gouverneur Klaus Wowereit.
Le soir, les ballons étaient éclairés sur leurs socles, avant d'être gonflés à l'hélium puis relâchés à l'air à 19h20.

## Fabrication
Les socles pour les ballons ont été fabriqués dans un atelier pour personnes handicapées de la Croix-Rouge allemande à Potsdam,.